# Pseudevernia consocians
Pseudevernia consocians är en lavart som först beskrevs av Vain., och fick sitt nu gällande namn av Hale & W. L. Culb. Pseudevernia consocians ingår i släktet Pseudevernia och familjen Parmeliaceae.   Inga underarter finns listade i Catalogue of Life.

## Källor

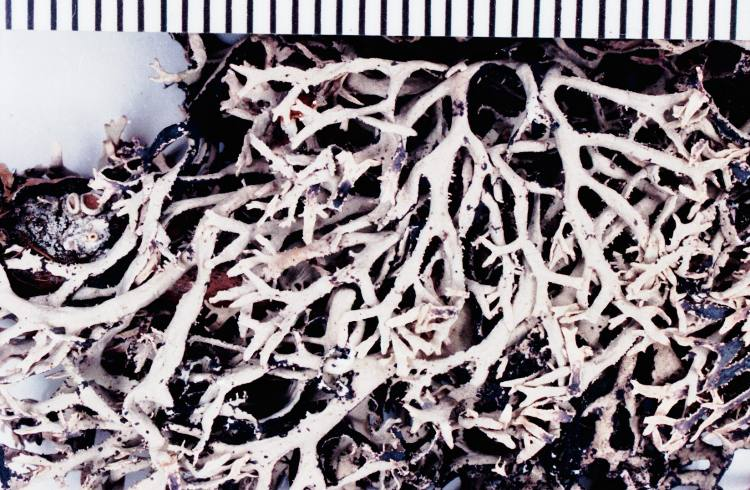
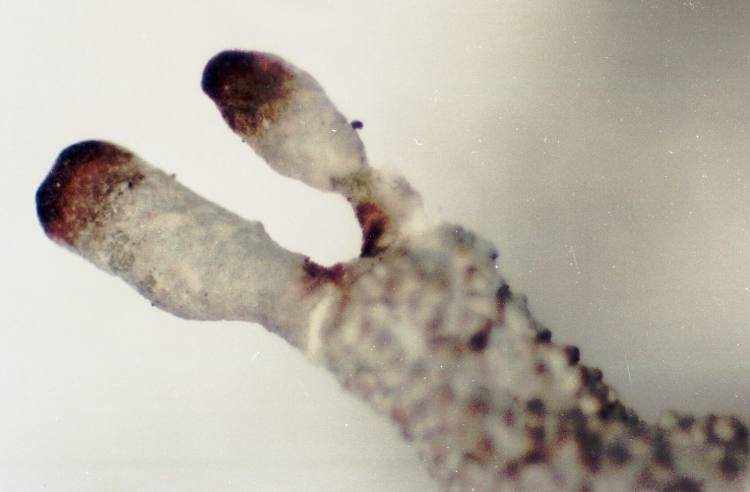
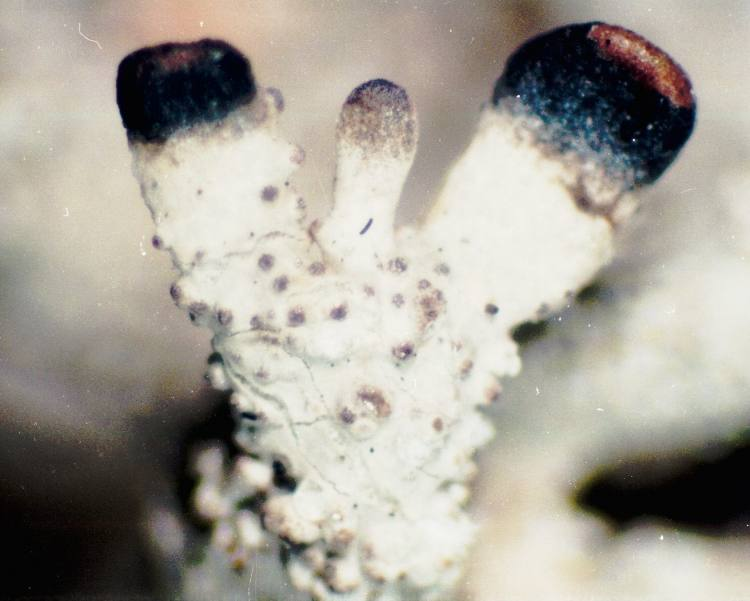
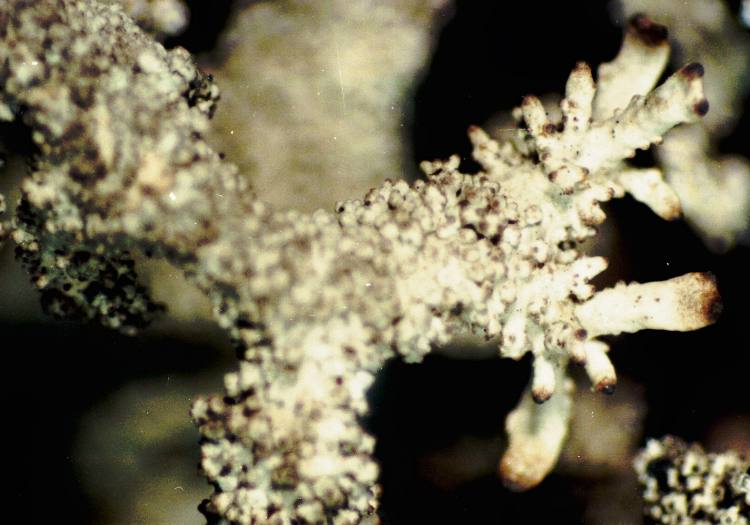
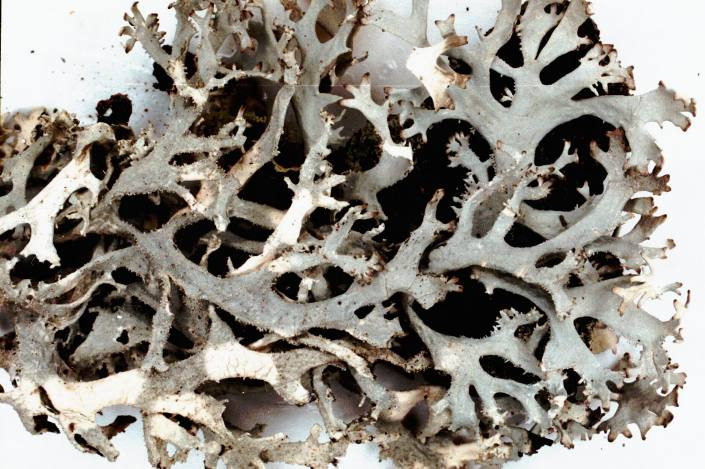
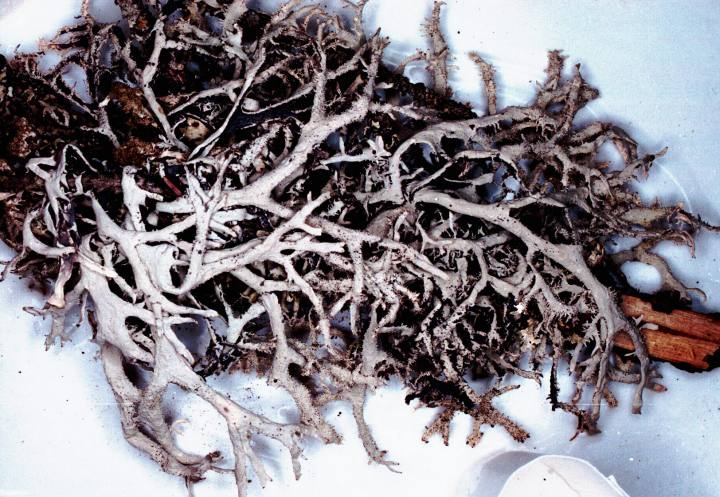
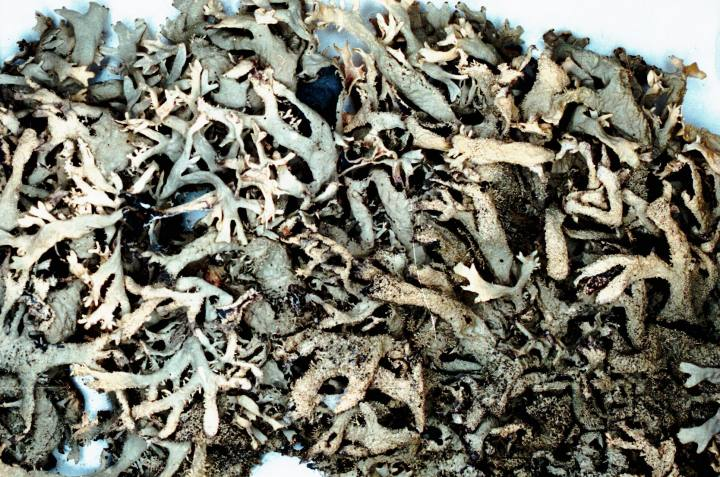
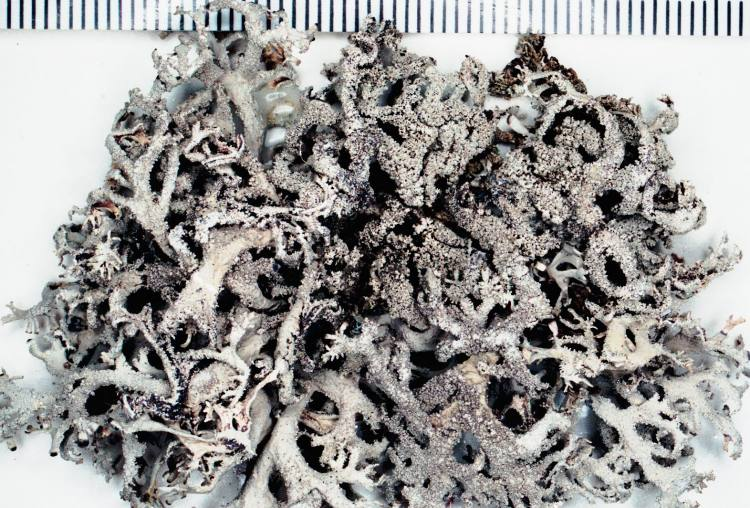